# Nicolae Guină
Nicolae Guină (* 19. März 1911 in Punghina, Kreis Mehedinți; † 28. Juni 1999 in Bukarest) war ein rumänischer Politiker der Rumänischen Kommunistischen Partei PCR (Partidul Comunist Român) und Diplomat, der unter anderem zwischen 1954 und 1959 Botschafter in der Föderativen Volksrepublik Jugoslawien sowie von 1960 bis 1966 Botschafter in der Sowjetunion und zugleich zwischen 1960 und 1964 Botschafter in der Mongolischen Volksrepublik war.

## Leben
Nicolae Guină, der fünf Jahre die Lebensmittelhandelsschule besuchte, war zwischen 1927 und 1930 Mitglied der Vereinigten Gewerkschaften (Sindicatelor Unitare) und engagierte sich von 1929 bis 1932 in der damaligen kommunistischen Jugendorganisation UTCdR (Uniunea Tineretului Comunist din Romania), ehe er 1932 Mitglied der damaligen Kommunistischen Partei Rumäniens PCdR (Partidul Comunist din Romania) wurde. Nach Gründung der Volksrepublik Rumänien nach dem Zweiten Weltkrieg trat er in das Außenministerium (Ministerul Afacerilor Externe) ein und war bis zum 15. Mai 1954 Direktor des Sekretariats der Kommission für Pässe, Visa und Rückführungen. Am 16. Juni 1954 wurde er zum außerordentlichen und bevollmächtigten Föderative Volksrepublik Jugoslawien ernannt und verblieb auf diesem diplomatischen Posten in Belgrad bis zum 6. März 1959. Auf dem Siebten Parteitag der PMR (23. bis 28. Dezember 1955) wurde er erstmals Mitglied des ZK der PMR und gehörte diesem Gremium nach seinen Wiederwahlen auf den darauf folgenden Parteitagen fast 24 Jahre lang bis zum Zwölften Parteitag der PCR (19. bis 23. November 1979) an. 1957 wurde er für die PCR Mitglied der Großen Nationalversammlung (Marea Adunare Națională) und gehörte dieser bis 1975 an.
Als Nachfolger von Mihai Dalea übernahm er am 2. Juli 1960 den Posten als Botschafter in der Sowjetunion und verblieb in diesem Amt in Moskau bis zu seiner Ablösung durch Teodor Marinescu am 20. Januar 1966. Er war zugleich zwischen 1960 und dem 14. November 1964 als Botschafter in der Mongolischen Volksrepublik akkreditiert. Guină, der 1965 Absolvent der Handelsakademie (Academia de Comerț Superior) war, wurde nach seiner Rückkehr am 24. März 1966 Leiter der ZK-Abteilung für Schriftverkehr und Audienzen. In der Großen Nationalversammlung gehörte er vom 13. März 1969 bis 1975 dem Rechtsausschuss an. Er fungierte zudem zwischen dem 21. Juli 1972 und dem 28. November 1974 als Präsident der Zentralen Parteikontrollkommission der PCR (Colegiul Central de Partid). Auf dem Zwölften Parteitag der PCR (19. bis 23. November 1979) wurde er schließlich Mitglied der Zentralen Revisionskommission (ZRK) der PCR und gehörte diesem Gremium bis zum folgenden Dreizehnten Parteitag der PCR (19. bis 22. November 1984) an.

## Ehrungen und Auszeichnungen
Für seine langjährigen Verdienste wurde Nicolae Guină mehrfach ausgezeichnet und erhielt unter anderem 1948 den Orden der Arbeit Dritter Klasse (Ordinul Muncii), 1948 den Stern der Volksrepublik Rumänien Fünfter Klasse (Ordinul Steaua Republicii Populare Române), 1949 den Orden zur Verteidigung des Vaterlandes Dritter Klasse (Ordinul „Apărarea Patriei“), 1953 den Orden der Arbeit Zweiter Klasse, 1959 den Orden 23. August Dritter Klasse (Ordinul 23. August), 1961 den Orden der Arbeit Erster Klasse, 1964 den Stern der Volksrepublik Rumänien Zweiter Klasse, 1966 den Orden Tudor Vladimirescu Zweiter Klasse (Ordinul Tudor Vladimirescu), 1971 den Titel Held der sozialistischen Arbeit (Erou al Muncii Socialiste) und die Goldene Medaille „Sichel und Hammer“ (Medalia de aur secera și ciocanul) sowie 1981 den Orden zur Verteidigung des Vaterlandes Zweiter Klasse.